# 联邦院 (印度)
联邦院是印度国会的上议院。议员最多有250名，其中12名由总统根据他们在艺术、文学、科学和社会服务方面的专长选出。其他人由印度诸邦与联邦属地立法机关选出。議員任期六年，每年都有一定數量的議员重選，分別為8、72、13、70、10、65位。

## 簡介
联邦院连续开会，与人民院不同，它不能被解散。联邦院在各種立法範疇方面權力與人民院同等，只有在財政預算方面人民院擁有優先权。若兩方有立法冲突，两院可联合开会。
不过由于人民院的议员大约为联邦院的两倍，在联合开会时通常較有優勢。联合会议只开过三次，最近一次是2002年为通过反恐法案POTA而召开的。
印度副總統兼任联邦院主席。副主席由议员互选，於主席缺席时处理日常事務。联邦院于1952年5月13日首次开会。

## 議會席次
某些州的代表人數甚至超過人口最多的州：例如，泰米爾納德邦擁有18名代表7200萬居民的代表（2011年），而比哈爾邦（1.04億）和西孟加拉邦（9100萬）僅有16名。成員是由州議會選舉產生的，一些較小的聯邦屬地，沒有議會的地方，沒有聯邦院的代表。因此，安達曼和尼科巴群島，昌迪加爾，达德拉-纳加尔哈维利和达曼-第乌，拉達克和拉克沙群岛不能自行選出本地代表。另外，總統提名12名成員加入本院。